# 백영정
백영정(白永貞, ? ~ ?)은 고려 후기의 무신이다. 자 자직(子直), 호 성암(省岩). 본관 임천이다.

## 생애
최씨무인정권(崔氏武人政權) 시대에 군인으로 입신(立身)하여 1258년(고종 45) 초에 야별초지유(夜別抄指諭)로서 별장(別將)에 이르렀다. 
1258년(고종 45) 3월 26일에 별장 김준(金俊)과 대사성(大司成) 유경(柳璥)이 중심이 되어 일으킨 무오정변(戊午政變)에 참여하여 최씨무인정권을 붕괴시켰다. 백영정은 대정(隊正) 서정(徐梃), 이제(李梯), 임연(林衍) 등을 인솔하여 최의의 저택을 공격하는 핵심 역할을 맡았다. 무오정변은 최씨 4대 집권자인 최의(崔竩)의 정치, 경제적 실정에 대해 불만을 가진 세력들이 결집하여 최의를 죽이고 왕정으로 복고(復古)한 역사적 사건이다. 
그 해 6월에 김준이 우부승선(右副承宣)으로 있었는데, 최우(崔瑀)의 외손(外孫)인 장군 권수균(權守鈞)의 사위였던 소경(少卿) 문황(文璜)이 김준을 죽이려고 모의하였다. 이때 우변지유(右邊持諭, 右別抄의 指諭)로 있던 백영정이 이러한 정황을 알고 급히 김준에게 전하여 김준이 문황 일파를 제거할 수 있도록 하였다. 무오정변 등에서 세운 공으로 7월에 차송우(車松祐) 등과 함께 위사보좌공신(衛社輔佐功臣)에 책봉되었다.
1260년(원종 1) 3월 19일 장군으로서 태손(太孫, 忠烈王)을 수행하여 몽고 사신 수리다이(束里大)를 접반하였다.

## 가족관계
- 초배 : 윤씨(尹氏) 여필(汝弼) 녀
- 계배 : 한씨(韓氏) 승경(承慶) 녀
- 삼배 : 조씨(曺氏) 인보(仁輔) 녀 
  - 아들 : 백천장(天藏(天臧))[3]
  - 자부 : 최씨(崔氏) 감(冚) 녀